# دانشگاه پالو آلتو
دانشگاه پالو آلتو (دانشکده تحصیلات تکمیلی روانشناسی اقیانوس آرام سابق) یک دانشگاه خصوصی غیرانتفاعی در پالو آلتو کالیفرنیا است.
یکی از عناصر نامعمول سازمان دانشگاه ارتباط تنگاتنگ با دانشگاه استنفورد و دانشکده پزشکی آن است.
دانشگاه پالو آلتو دو مورد همکاری با دانشگاه استنفورد اجرا می‌کند:
1. اغلب دانشجویان این دانشگاه به استخدام آزمایشگاه‌های تحقیقاتی دانشگاه استنفورد در می‌آیند.
2. اعضای هیات علمی دانشگاه استنفورد در هر دو دانشگاه تدریس می‌کنند(از جمله یکی از بزرگترین روانشناسان معاصر فیلیپ زیمباردو). همچنین مدیر گروه روانپزشکی دانشگاه استنفورد عضو هیئت امنای دانشگاه پالو آلتو می‌باشد.

## تاریخ
مدرسه تحصیلات تکمیلی روانشناسی اقیانوس آرام در سال ۱۹۷۵تأسیس و در سال ۱۹۸۸ به انجمن غربی مدارس و کالج‌ها پیوست. این دانشگاه ارتباطی با مؤسسه تحصیلی اقیانوس شمالی ندارد.
در اوت ۲۰۰۹ نام این دانشگاه توسط PGSP رسماً به دانشگاه پالو آلتو تغییر یافت و به عنوان یک دانشگاه جدید به جاده Arastradero که توسط مؤسسه آمریکایی تحقیقات خریداری شده بود نقل مکان کرد.
همچنین دانشگاه کلاسهایی را در پردیس خلیج مونتری ارائه می‌دهد.

## رشته‌های تحصیلی
این دانشگاه در مقطع کارشناسی دو رشته زیر:
- روانشناسی و حرکت اجتماعی
- روانشناسی کسب و کار

و در مقطع کارشناسی ارشد پنج رشته:
- (MA)روانشناسی و مشاوره
- (MA)مشاوره گرایش اصلاح و دادگاهی
- (MA)مشاوره گرایش خانواده‌درمانی-ازدواج و مشاوره بالینی حرفه‌ای
- (MA)مشاوره(آموزش از راه دور)
- (MS)روانشناسی (آموزش از راه دور)

و در مقطع دکترای تخصصی چهار رشته:
- (PhD)روانشناسی بالینی
- (PhD)روانشناسی بالینی/علوم اعصاب
- (PhD)بهداشت زنان (با همکاری دانشگاه استنفورد)
- (PsyD)روانشناسی بالینی (به عنوان بخشی از کنسرسیوم دانشگاه استنفورد)

ارائه می‌شود.

## کنسرسیوم دکترای روانشناسی استنفورد-PGSP
کنسرسیوم دکترای روانشناسی (PsyD) این دانشگاه و گروه روانپزشکی و علوم رفتاری دانشکده پزشکی دانشگاه استنفورد از سال ۲۰۰۶ مورد تأیید انجمن روانشناسی آمریکا است.
بر طبق آمار U.S. News & World Report کنسرسیوم پالو آتو-استنفورد رتبه ۷۹ کشور در بین دانشکده‌های بهداشت در زمینه روانشناسی بالینی کسب کرده‌است.

## آموزش بالینی
دانش آموزان دکترا در مرکز آموزشی-تمرینی Gronowski دوره دیده می‌شوند.
بودجه این مرکز توسط دانشگاه پالو آلتو فراهم می‌شود و اجرت کم در قبال خدمات دریافت می‌کند.

## هیئت علمی
با این که دانشگاه پالو آلتو جامعه آموزشی کوچکی است با این حال سابقه جذب استادان بزرگی را دارد:
- Larry E. Beutler رئیس اسبق بخش ۱۲هم انجمن روانشناسی آمریکا
- Roger Greene یکی از روانشناسان درجه یک MMPI-2
- Bruce Bongar یک روانشناس بین‌المللی در زمینه خودکشی و روانشناسی شرایط اضطراری
- Philip Zimbardo یک روانشناس بلند پایه رفتاری